# Marcos López
Marcos Johan López Lanfranco  (født 20. november 1999) er en peruviansk professionel fodboldspiller, der spiller som venstre back for den danske superligaklub F.C. København og for Perus fodboldlandshold. Han har tidligere spillet for bl.a. Feyenoord.

## Klubkarriere
López begyndte sin professionelle karriere i 2016 i klubben San Martín. Den 4. september 2017 skrev han kontrakt med den peruvianske Primera División-klub Sporting Cristal.
I januar 2019 skrev López kontrakt med amerikanske San Jose Earthquakes, hvorfra han den 22. april 2020 blev udlejet til Reno 1868.
Den 8. august 2022 offentliggjorde nederlandske Feyenoord, at klubben havde skrevet en fireårig kontrakt med López. Han fik debut for Feyenoord den 11. august 2022 i en 3–0 sejr over Sparta Rotterdam.
Den 22. august 2024 offentliggjorde F.C. København, at klubben havde indgået en 1-årig lejeaftale om López med en købsoption. Han fik debut i et 2-3 nederlag mod FC Nordsjælland på udebane, hvor López var i startopstillingen og spillede hele kampen. I sin første kamp i Parken fik han rødt kort i en 3-1 sejr over Brøndby IF. Ved udløbet af lejeperioden udnyttede FCK købsoptionen, og indgik herefter en fireårig aftale til sommeren 2029.

## Landsholdskarriere
López den i august 2018 udtaget til Perus landshold til venskabskame mod Tyskland og Holland. Han fik debut som landsholdsspiller, da han blev skiftet ind i kampen mod Tyskland den 9. september 2018 på Rhein-Neckar-Arena.